# La Mailleraye-sur-Seine
La Mailleraye-sur-Seine és un municipi francès situat al departament del Sena Marítim i a la regió de Normandia. L'any 2007 tenia 1.967 habitants.

## Demografia

### Població
El 2007 la població de fet de La Mailleraye-sur-Seine era de 1.967 persones. Hi havia 809 famílies de les quals 227 eren unipersonals (69 homes vivint sols i 158 dones vivint soles), 262 parelles sense fills, 270 parelles amb fills i 50 famílies monoparentals amb fills.
La població ha evolucionat segons el següent gràfic:
Habitants censats

### Habitatges
El 2007 hi havia 897 habitatges, 832 eren l'habitatge principal de la família, 24 eren segones residències i 41 estaven desocupats. 730 eren cases i 162 eren apartaments. Dels 832 habitatges principals, 568 estaven ocupats pels seus propietaris, 244 estaven llogats i ocupats pels llogaters i 20 estaven cedits a títol gratuït; 40 tenien una cambra, 34 en tenien dues, 163 en tenien tres, 258 en tenien quatre i 336 en tenien cinc o més. 557 habitatges disposaven pel capbaix d'una plaça de pàrquing. A 352 habitatges hi havia un automòbil i a 357 n'hi havia dos o més.

### Piràmide de població
La piràmide de població per edats i sexe el 2009 era:
| Homes | Edats   | Dones |
| ----- | ------- | ----- |
| 0     | 95 o +  | 8     |
| 0     | 90 a 94 | 0     |
| 20    | 85 a 89 | 24    |
| 12    | 80 a 84 | 24    |
| 16    | 75 a 79 | 36    |
| 48    | 70 a 74 | 44    |
| 52    | 65 a 69 | 72    |
| 28    | 60 a 64 | 44    |
| 36    | 55 a 59 | 48    |
| 48    | 50 a 54 | 40    |
| 44    | 45 a 49 | 44    |
| 88    | 40 a 44 | 80    |
| 44    | 35 a 39 | 60    |
| 104   | 30 a 34 | 80    |
| 88    | 25 a 29 | 60    |
| 48    | 20 a 24 | 40    |
| 64    | 15 a 19 | 44    |
| 76    | 10 a 14 | 56    |
| 64    | 5 a 9   | 52    |
| 40    | 0 a 4   | 48    |

## Economia
El 2007 la població en edat de treballar era de 1.230 persones, 911 eren actives i 319 eren inactives. De les 911 persones actives 836 estaven ocupades (463 homes i 373 dones) i 75 estaven aturades (41 homes i 34 dones). De les 319 persones inactives 123 estaven jubilades, 83 estaven estudiant i 113 estaven classificades com a «altres inactius».

### Ingressos
El 2009 a La Mailleraye-sur-Seine hi havia 850 unitats fiscals que integraven 2.046,5 persones, la mediana anual d'ingressos fiscals per persona era de 17.740 €.

### Activitats econòmiques
Dels 59 establiments que hi havia el 2007, 3 eren d'empreses alimentàries, 1 d'una empresa de fabricació d'altres productes industrials, 5 d'empreses de construcció, 13 d'empreses de comerç i reparació d'automòbils, 3 d'empreses de transport, 3 d'empreses d'hostatgeria i restauració, 1 d'una empresa d'informació i comunicació, 4 d'empreses financeres, 3 d'empreses immobiliàries, 6 d'empreses de serveis, 13 d'entitats de l'administració pública i 4 d'empreses classificades com a «altres activitats de serveis».
Dels 15 establiments de servei als particulars que hi havia el 2009, 1 era una gendarmeria, 1 oficina de correu, 1 una oficina bancària, 3 paletes, 2 lampisteries, 2 perruqueries, 3 restaurants i 2 agències immobiliàries.
Dels 6 establiments comercials que hi havia el 2009, 1 era una botiga de més de 120 m², 2 fleques, 1 una fleca, 1 una botiga de mobles i 1 una joieria.
L'any 2000 a La Mailleraye-sur-Seine hi havia 27 explotacions agrícoles que ocupaven un total de 460 hectàrees.

## Equipaments sanitaris i escolars
El 2009 hi havia 1 farmàcia i 1 ambulància.
El 2009 hi havia 1 escola maternal i 1 escola elemental.

## Poblacions més properes
El següent diagrama mostra les poblacions més properes.